# Josef Sloup
Josef Sloup altresì noto come Josef Sloup-Štaplík (Plzeň, 19 dicembre 1897 – 26 ottobre 1954) è stato un calciatore cecoslovacco, di ruolo portiere.

## Carriera

### Club
Ha giocato per anni nello Slavia Praga.

### Nazionale
Debutta il 25 maggio 1924 ai giochi olimpici di Parigi contro la Turchia (2-5).

## Palmarès

### Club

#### Competizioni nazionali
- Campionato cecoslovacco: 3

Slavia Praga: 1925, 1928-1929, 1929-1930